# 亞莉安·莫虛金
亞莉安·莫虛金（Ariane Mnouchkine，1939年3月20日—），知名法國舞台劇導演，法國陽光劇團創始人。

### 歷年作品
- 《廚房》（1967）
- 《小丑》
- 《1789》
- 《1793》
- 《《Le Dernier Caravanserail》（最后的驿站）（2003-2004）
- 《Les Ephemeres》（浮生若梦）（2007-2009）